# Laaser Ferner
Der Laaser Ferner ist einer der größten Gletscher der Ortler-Alpen im Laaser Tal (Gemeinde Laas) im Südtiroler Vinschgau. Durch den Klimawandel ist auch er stark vom Gletscherschwund seit Mitte des 19. Jahrhunderts betroffen. Die Besonderheit dieses Gletschers liegt insbesondere in den auf geringer Distanz vorkommenden Landschafts- und Klimatypen von Rebe und Obstbaum im Vinschgau bis zu nacktem Fels und Eis im Laaser Hochtal.
Sein Nährgebiet liegt in etwa 3300 m bis maximal 3400 m in den Laaser Bergen an den Südostseiten von Vertainspitze (3545 m s.l.m.) und Hohem Angelus (3521 m), beziehungsweise den Nordseiten der Schildspitze (3461 m) und der Mittleren (3462 m) und Äußeren Pederspitze (3406 m). Diese Gipfel bilden einen nach Osten offenen Kessel, den der flache obere Gletscherboden füllt. Der Gletscher ist im oberen Teil etwa 1,5 km breit und bis zum Ende seiner Zunge auf rund 2700 m etwa 3,5 km lang. Er befindet sich zur Gänze im Nationalpark Stilfserjoch.
Im 19. Jahrhundert reichte der Laaser Ferner bis zum Talboden in einer Höhe von 1788 m.
Das Schmelzwasser das Laaser Ferners und das Wasser benachbarter Bäche wird auf knapp über 1800 m im Laaser Tal gefasst und gemeinsam mit dem durch einen Stollen aus dem Martelltal übergeleiteten Wasser aus dem Zufrittsee (Lago di Gioveretto) zuerst dem Speicherkraftwerk Laas und anschließend dem Laufkraftwerk Kastelbell zur Energiegewinnung zugeführt.

## Karte
- Casa Editrice Tabacco, carta topografica 1:25.000, Blatt 08, Ortles-Cevedale / Ortlergebiet